# Mr.Mr. (canção)
"Mr.Mr." (em coreano: 미스터,미스터, "Miseuteo miseuteo") é uma canção do girl group sul-coreano Girls' Generation, lançada em 28 de fevereiro de 2014, como faixa-título de seu quarto EP em coreano, Mr.Mr.. A canção foi produzida pelo duo norte-americano The Underdogs.

## Antecedentes e lançamento
"Mr.Mr." é uma canção de electropop com som de R&B, produzida por The Underdogs, que também trabalhou com Beyoncé, Justin Timberlake e Chris Brown.
A S.M. também revelou que o conceito para "Mr.Mr." é é de "garota elegante, misteriosa" em vez de "sexy" e afirmou, "Nós vamos mostrar uma transformação que apenas Girls' Generation pode mostrar." A dança para a faixa-título "Mr.Mr." foi feita pelo coreógrafo Jillian Meyer, que já trabalhou com Janet Jackson, Celine Dion e Kylie Minogue.
O álbum foi lançado digitalmente em 24 de fevereiro de 2014 às 17:00 (KST). O álbum, consistindo de seis canções, foi lançado mundialmente através do iTunes, Melon, Genie e outros portais musicais online. O álbum físico chegou às lojas em 27 de fevereiro de 2014. Além disso, a primeira apresentação de retorno do Girls' Generation foi agendada para 6 de março de 2014 no M! Countdown.
Uma versão japonesa de "Mr.Mr." foi lançada em 21 de março de 2014. Não houve lançamento de videoclipe ou single físico japonês para "Mr.Mr.".

## Letra
As letras para a música de The Underdogs foram fornecidas pelos liricistas da Jam Factory, Jo Yungyeong e Kim Hee-jeong, os quais participaram de composições prévias para o Girls' Generation. Jo Yungyeong também forneceu as letras para as canções "Back Hug" e "Soul", do mesmo álbum. A letra indica o ponto de vista de uma mulher apaixonada.
No entanto, em comparação com canções como "I Got A Boy" (아이 갓 어 보이 ai gat eo boi) que fala sobre um "príncipe" voando dela para o céu, a letra de "Mr.Mr.", no trecho "Do que você tem medo?" força o homem a agir de forma mais pró-ativa.

## Vídeo musical

### Antecedentes
O videoclipe completo foi lançado em 28 de fevereiro de 2014, às 22:00 (KST).
De acordo com uma reportagem exclusiva com o jornal coreano Osen, durante o processo de edição do videoclipe do single principal em 13 de fevereiro, uma perda de dados resultou na eliminação de uma porção da metragem. Girls' Generation havia planejado originalmente lançar sua faixa-título e o videoclipe em 19 de fevereiro e realizar sua apresentação de comeback no M! Countdown em 20 de fevereiro, antes do lançamento do álbum no dia 24. Um representante da SM Entertainment disse que eles estavam trabalhando na recuperação dos dados e engajados em negociações relativas a programação de retorno do grupo.

### Sinopse
O videoclipe inicia em uma sala de cirurgia com vários equipamentos de operação, tais como drogas, máscaras de respiração, e as meninas segurando seringas para injeção. O garoto não é corajoso o suficiente para confessar para a garota que ele gosta e parece frio, mesmo quando ele está perto das meninas. Ele tinha uma doença cardíaca aguda. Por isso, ele vai fazer a cirurgia. As garotas lhe dão uma droga anestésica e é então a visão do homem torna-se turva. Ele sonha sobre por que ele ainda está frio para as meninas. As meninas fingir ser médicos e, em seguida, elas operam ele, mudando o seu coração para que ele possa ser corajoso o suficiente para confessar. A operação se tornou bem sucedida e quando ele acorda, teve uma visão de garotas encantadoras como ele costumava pensar antes.

## Apresentações ao vivo
Girls' Generation fez sua primeira apresentação de retorno com "Mr.Mr." no programa musical M! Countdown da Mnet em 6 de março de 2014, quando também apresentou "Wait a minute". O grupo continuou sua primeira semana de apresentações do álbum no Music Bank da KBS, Show! Music Core da MBC e no Inkigayo da SBS em 7, 8 e 9 de março, respectivamente.

## Desempenho nas paradas
| Parada                       | Melhor posição |
| ---------------------------- | -------------- |
| Gaon Singles Chart           | 1              |
| Gaon Monthly Singles chart   | 3              |
| Gaon Streaming Singles chart | 3              |
| Gaon Download Singles chart  | 1              |
| Gaon Mobile Ringtone chart   | 7              |
| Gaon Karaoke chart           | 62             |
| Billboard K-Pop Hot 100      | 3              |

## Créditos
- Girls' Generation – vocais
- The Underdogs - produção, composição, mixagem de áudio